# Khea
	Ivo Alfredo Thomas Serué (Virreyes, San Fernando, provincia de Buenos Aires; 13 de abril de 2000), conocido artísticamente como KHEA, es un rapero, trapero, cantante y compositor argentino.
Comenzó su carrera en 2017, lanzando uno de sus primeros sencillos titulado «Loca», una de las canciones más icónicas del trap argentino, junto a Duki y Cazzu. Un mes después participó de «She Don't Give a FO» de Duki, otro éxito internacional. En 2020 lanzó su segundo extended play titulado Trapicheo, con canciones únicamente del género trap, para más tarde incursionar en otros géneros y lanzar sencillos como «Ayer me llamó mi ex» o «Ella dice» junto a Tini Stoessel. Tras un parate musical en 2022, por problemas personales, retornó un año más tarde con su primer álbum de estudio titulado Serotonina, donde se explaya en temas como el desamor, depresión, ansiedad, entre otros sentimientos. Sacó en 2024 un album llamado Trapicheo: el don donde incluye colaboraciones con artistas como Ysy a, Neo pistea o c.r.o. Por último, ha lanzado un EP junto con Asan, el cual se titula "1000mg".

## Biografía
Sus primeros pasos en la industria musical fueron la participación en diversas batallas de freestyle que lo condujeron a irse adentrando cada vez más en esa faceta en pleno desarrollo. Antes de haber cumplido los 18 años, ya realizaba sus primeras composiciones.

## Carrera musical

### Inicios
Después de participar en batallas de rap en plazas de Buenos Aires, que impulsaron a cantantes como Duki, Wos, Trueno y otros artistas actualmente consolidados en la escena, se unió a Mueva Records. En 2017 lanzó el video musical «Loca», en colaboración con Cazzu y Duki en la plataforma de YouTube y Spotify, más tarde lanzó un remix de la canción con el artista Bad Bunny. En ese mismo año lanzó «She Don't Give a Fo», junto a Duki, este videoclip cuenta con más de 520 millones de visitas en Youtube, y más de 390 millones de reproducciones en Spotify. 
En diciembre de 2017 lanzó su primer sencillo apartado de la discográfica, titulado «Vete», posterior a esto colaboró con el cantante puertorriqueño Brytiago en el sencillo «Calentita».

### 2019-20: Vida Young Flex Tour yTrapicheo
En el año 2019 realizó su tour llamado Vida Young Flex, presentándose en países como Argentina, Uruguay, España, Bélgica, Alemania y el mítico festival Tomorrowland, coronándose como el primer artista argentino en dar un show en el mismo. Ese mismo año alcanzó la cifra de 14 millones de oyentes mensuales en Spotify posicionándose entre los 180 más escuchados del mundo.

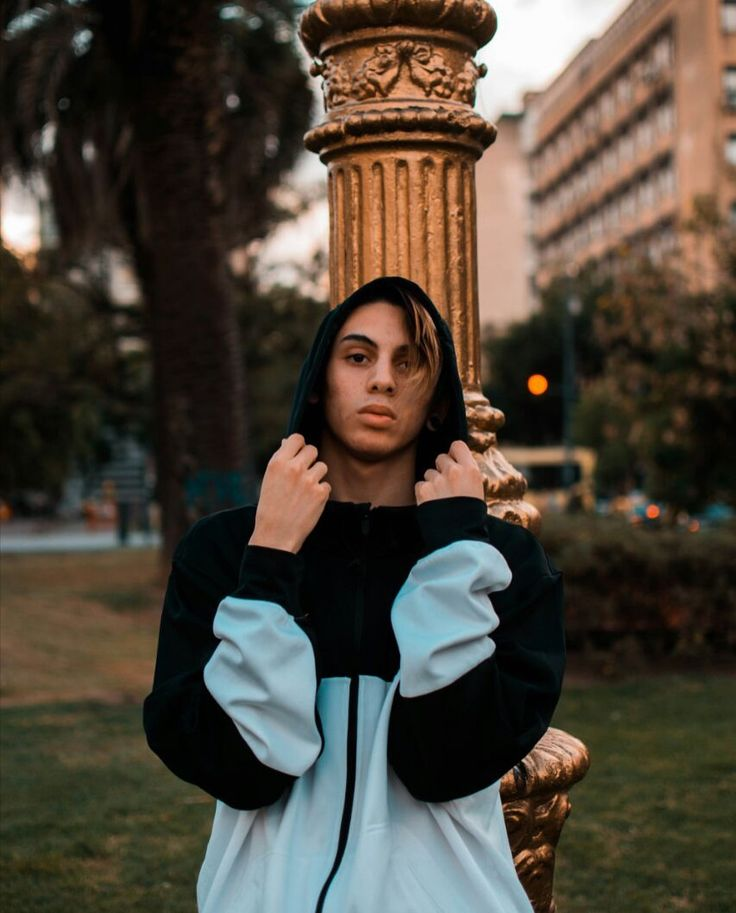
Khea en Buenos Aires, año 2018

A principios de 2020 sacó su sencillo titulado «Donde estás», el cual también presentó en el "Open Mic" de Genius. En ese mismo año publicó la canción «Ayer me llamó mi ex» con Lenny Santos el exguitarrista del grupo Aventura. A mediados de ese mismo año lanzó su segundo mixtape titulado Trapicheo, este contó con 10 sencillos y colaboradores de artistas estelares como Duki, Seven Kayne, Pablo Chill-E, Midel, entre otros. En Julio de ese año, Khea colabora en la canción «Ella dice» de Tini Stoessel, incluida en su álbum Tini Tini Tini. 
En septiembre de ese mismo año colaboró junto a Bizarrap en sus famosas «BZRP Music Sessions», esta fue muy esperada por el público, se anunció después de haber obtenido, en la publicación de Bizarrap en Instagram, 2 millones de comentarios en 24hs logrando un nuevo récord mundial. Esta colaboración superó los 100M de Reproducciones en YouTube y 50M de Reproducciones en Spotify. El 5 de noviembre de ese mismo año sacó el remix del tema «Ayer me llamó mi ex» junto con Natti Natasha y Prince Royce. A finales de este año se posiciona en el primer puesto del top oyentes mensuales de Spotify en Argentina.

### 2021-22: Sencillos exitosos y párate musical
En el año 2021 sacó su primera Live Session interpretando tres éxitos «Keloke», «Mamacita» y «Tu msj». También participó del remix «Además de mí» con Rusherking y Tiago PZK. Posterior a esto colaboró con la cantante española Bad Gyal en su sencillo «Judas» y con María Becerra en «Te Necesito» y dos meses después «Onjunto a Becky G, Julia Michaels y Di Genius. A inicios del año 2022 estreno «Pa Co» junto a Lit Killah y Rusherking. En marzo de ese mismo año se presentó ante más de 60 mil personas en el Lollapalooza Argentina 2022. Tras estos shows y sencillos, hizo un párate para priorizar su salud física y mental, el cual fue manifestado en redes sociales en junio de ese año.

### 2023-presente:SerotoninayTrapicheo: El Don
Luego de 8 meses sin sacar música desde su cuenta principal, y alejándose de todas las redes sociales, Khea estaba preparándose para su nuevo proyecto, el disco titulado Serotonina (estilizado en mayúsculas). Después de anunciar su regreso con un enigmático tráiler que se estrenó en las pantallas de la octava edición de Lollapalooza Argentina, además, el 23 de marzo de 2023, Khea estrenó «Eclipse», un single en el que habla abiertamente de la depresión que atravesó.
Serotonina fue lanzado el 25 de mayo de 2023, presentando una colección ecléctica de temas que incorpora géneros como el rock alternativo, la salsa, el ama piano, el reggaetón y la bachata, teniendo temas como «Para Amarte a ti», con Tiago PZK, «Nunca voy solo» con Milo J, y «Como yo te quiero», entre otros. Este proyecto de regreso marcó una nueva era para el músico, mostrando su evolución a través de varios viajes sonoros e historias que lo fueron atravesando en este año de distanciamiento de los escenarios. Conocido por allanar el camino para muchas de las estrellas emergentes del trap argentino de hoy, Khea ilustra en esta obra las emociones y la vulnerabilidad de lidiar con la intensa realidad de la vida. En agosto de ese año presentó el álbum en el Teatro Gran Rex en condición de sold-out.
El 4 de enero de 2024, colaboró en el sencillo «Hola perdida» junto a Luck Ra, incursionándose en el cuarteto cordobés.La canción fue un éxito recolectando millones de reproducciones en YouTube y Spotify en pocos días.Asimismo, Khea, anuncio el deluxe de Serotonina, que incluiría remixs en «Para amarte a ti», «Sin corazón», «Efecto», «Como yo te quiero», entre otros.
El 13 de marzo de ese año lanzó su nuevo mixtape titulado Trapicheo: El Don, que fue una secuela de su tercer proyecto Trapicheo lanzado en 2020. El proyecto tiene 10 sencillos y colaboraciones con YSY A, C.R.O, Neo Pistea, Tobi, Recycled J, Midel, Seven Kayne, Awesome Pierre, Luisa, Aqua VS, Knak y Elixir. El mixtape fue presentado ese mismo día en Complejo C. El 16 de abril de ese año participó activamente en «Bésame» junto a Bhavi, Seven Kayne, Neo Pistea, Milo J y Tiago PZK.

## Discografía
Desde que comenzó su carrera en el año 2017, Khea, lanzó un álbum de estudio y tres mixtapes
Álbumes de estudio
- 2023: Serotonina

Mixtapes
- 2020: Trapicheo
- 2024: Trapicheo: El don

Extended plays
- 2024: 1000mg (con Asan)
- 2025: Tarot: Del cielo al infierno

## Premios y nominaciones
| Premio                   | Año  | Categoría                                    | Trabajo nominado | Resultado | Ref.          |
| ------------------------ | ---- | -------------------------------------------- | --- | --------- | ------------- |
| MTV Europe Music Awards  | 2020 | Mejor artista latinoamericano sur            | Khea | Nominado  | [ 31 ]        |
| Premios BAMV Fest        | 2020 | Mejor video - Argentina                      | «Dónde estás» | Nominado  | [ 32 ]        |
| Premios BAMV Fest        | 2020 | Video pop                                    | «Dónde estás» | Nominado  | [ 32 ]        |
| Premios BAMV Fest        | 2020 | Making Off                                   | «Dónde estás» | Ganador   | [ 32 ]        |
| Premios BAMV Fest        | 2022 | Video latino                                 | «Bien chula» | Nominado  | [ 33 ]        |
| Premios BAMV Fest        | 2022 | Coreografía                                  | «Bien chula» | Nominado  | [ 33 ]        |
| Premios Carlos Gardel    | 2020 | Mejor canción / Álbum de música urbana - rap | «Tumbando el club (Remix)» (con Neo Pistea, C.R.O, Obiewanshot, YSY A, Cazzu, Lucho SSJ, Coqeéin Montana, Marcianos Crew y Duki) | Nominado  | [ 34 ]        |
| Premios Carlos Gardel    | 2020 | Mejor colaboración de música urbana - trap   | «Tumbando el club (Remix)» (con Neo Pistea, C.R.O, Obiewanshot, YSY A, Cazzu, Lucho SSJ, Coqeéin Montana, Marcianos Crew y Duki) | Nominado  | [ 34 ]        |
| Premios Carlos Gardel    | 2021 | Canción del año                              | «Ella dice» (con Tini) | Nominado  | [ 35 ]        |
| Premios Carlos Gardel    | 2024 | Mejor álbum de música urbano                 | Serotonina | Nominado  | [ 36 ]        |
| Premios Carlos Gardel    | 2024 | Mejor canción de música urbana               | «Remember Me» (con Duki y Bizarrap)                                                                                              | Nominado  | [ 36 ]        |
| Premios Carlos Gardel    | 2024 | Mejor colaboración de música urbana          | «Remember Me» (con Duki y Bizarrap)                                                                                              | Nominado  | [ 36 ]        |
| Premios Carlos Gardel    | 2025 | Canción del año                              | «Hola perdida» (con Luck Ra) | Nominado  | [ 37 ] [ 38 ] |
| Premios Carlos Gardel    | 2025 | Mejor colaboración                           | «Hola perdida» (con Luck Ra) | Nominado  | [ 37 ] [ 38 ] |
| Premios Carlos Gardel    | 2025 | Mejor canción de cuarteto                    | «Hola perdida» (con Luck Ra) | Ganador   | [ 37 ] [ 38 ] |
| Premios Carlos Gardel    | 2025 | Mejor colaboración de música urbana          | «We Love That Shit» (con Nicki Nicole)                                                                                           | Nominado  | [ 37 ] [ 38 ] |
| Premios Heat Latin Music | 2021 | Mejor artista región sur                     | Khea | Nominado  | [ 39 ]        |
| Premios Heat Latin Music | 2022 | Artista revelación                           | Khea | Nominado  | [ 40 ]        |
| Premios Heat Latin Music | 2024 | Mejor artista región sur                     | Khea | Nominado  | [ 41 ]        |
| Premios Juventud         | 2021 | La nueva generación masculina                | Khea | Nominado  | [ 42 ]        |
| Premios Ídolo            | 2024 | Canción más viral                            | «Hola perdida» (con Luck Ra) | Ganador   | [ 43 ]        |
| Premios Lo Nuestro       | 2022 | Nuevo artista masculino                      | Khea | Nominado  | [ 44 ]        |
| Premios Lo Nuestro       | 2022 | Remix del año                                | «Ayer me llamó mi ex» (con Natti Natasha y Prince Royce)                                                                         | Ganador   | [ 44 ]        |
| Premios Lo Nuestro       | 2022 | Canción urbana del año                       | «Ayer me llamó mi ex» (con Natti Natasha y Prince Royce)                                                                         | Nominado  | [ 44 ]        |
| Premios Lo Nuestro       | 2022 | Colaboración del año                         | «Ayer me llamó mi ex» (con Natti Natasha y Prince Royce)                                                                         | Nominado  | [ 44 ]        |
| Premios MTV Miaw         | 2021 | Artista más ido de Argentina                 | Khea | Nominado  | [ 42 ]        |
| Premios Quiero           | 2018 | Mejor video urbano                           | «Loca» (con Duki y Cazzu) | Ganador   | [ 45 ]        |
| Premios Quiero           | 2019 | Mejor video trap                             | «Hitboy» (con Duki) | Nominado  | [ 46 ]        |
| Premios Quiero           | 2020 | Mejor video rap / trap / hip hop             | «Dónde estás» | Nominado  | [ 47 ] [ 48 ] |
| Premios Quiero           | 2020 | Mejor encuentro extraordinario               | «Ella dice» (con Tini) | Ganador   | [ 47 ] [ 48 ] |
| Premios Quiero           | 2020 | Mejor video del año                          | «Ella dice» (con Tini) | Nominado  | [ 47 ] [ 48 ] |
| Premios Quiero           | 2021 | Mejor video rap / trap / hip hop             | «Además de mí (Remix)» (con Rusherking, Tiago PZK, Lit Killah, Duki y María Becerra)                                             | Ganador   | [ 49 ]        |
| Premios Quiero           | 2021 | Mejor video rap / trap / hip hop             | «Wacha» (con Duki) | Nominado  | [ 49 ]        |
| Premios Quiero           | 2023 | Mejor video rap / trap / hip hop             | «Remember Me» (con Duki y Bizarrap)                                                                                              | Nominado  | [ 50 ]        |
| Premios Quiero           | 2024 | Mejor video del año                          | «Hola perdida» (con Luck Ra) | Ganador   | [ 51 ] [ 52 ] |
| Premios Quiero           | 2024 | Mejor video pop                              | «Hola perdida» (con Luck Ra) | Ganador   | [ 51 ] [ 52 ] |
| Premios Quiero           | 2024 | Mejor video rap / trap / hip hop             | «Bésame (remix)» (con Bhavi, Seven Kayne, Milo J, Tiago PZK y Neo Pistea)                                                        | Nominado  | [ 51 ] [ 52 ] |
| Premios Quiero           | 2024 | Mejor video urbano                           | «Tú y yo» (con Emilia) | Nominado  | [ 51 ] [ 52 ] |
| Premios Tu Música Urbano | 2020 | Top artista urbano latinoamericano           | Khea | Nominado  | [ 53 ]        |
| Premios Tu Música Urbano | 2022 | Top nuevo artista masculino                  | Khea | Nominado  | [ 54 ]        |